# John Laskowski
John Laskowski (South Bend, 7 giugno 1953) è un ex cestista statunitense, professionista nella NBA.

## Carriera
Venne selezionato dai Chicago Bulls al secondo giro del Draft NBA 1975 (32ª scelta assoluta).